# Oswaldella monomammillata
Oswaldella monomammillata is een hydroïdpoliep uit de familie Kirchenpaueriidae. De poliep komt uit het geslacht Oswaldella. Oswaldella monomammillata werd in 2004 voor het eerst wetenschappelijk beschreven door Peña Cantero & Vervoort. 